# SeaWorld Orlando
SeaWorld Orlando («Морской мир Орландо») — парк развлечений и морской зоопарк-океанариум в городе Орландо, округ Ориндж, штат Флорида, США.

## Описание
Парк принадлежит и обслуживается компанией SeaWorld Entertainment, которая является частью Blackstone Group.
SeaWorld Orlando был открыт 15 декабря 1973 года, занимает площадь 81 гектар (0,81 км²), работает круглогодично, количество посетителей в 2010 году составило 5,1 млн человек (9-е место в США по посещаемости среди парков развлечений), из них около 20% — иностранцы.

### Аттракционы
- Wild Arctic (5D-симулятор[англ.], работает с 1998 года)
- Journey to Atlantis (водные горки, работают с 1998 года)
- Kraken[англ.] (американские горки, работают с 2000 года)
- Manta[англ.] (американские горки, работают с 2009 года)
- Turtle Trek (3D-симулятор, работает с 2012 года)
- Antarctica: Empire of the Penguin (тематическая зона, работает с 2013 года)
- и несколько других[4]

### Животные
В настоящее время посетители могут увидеть акул, скатов, барракуд, ядовитых рыб, калифорнийских морских львов, тюленей, сорока двух афалин, фламинго, американских бурых пеликанов, семерых косаток (самая известная — по имени Тиликум, которая родилась в 1981 году и причастна к смерти трёх людей), четырёх белух, четырёх моржей, двух белых медведей, пятерых короткоплавниковых гринд, 250 пингвинов и др.
До 4 января 2012 года были представлены тупики и кайры. В июне 2012 года в парке умерла 18-летняя Джозу, малая косатка, единственный представитель вида, содержавшегося в неволе в Северной Америке.

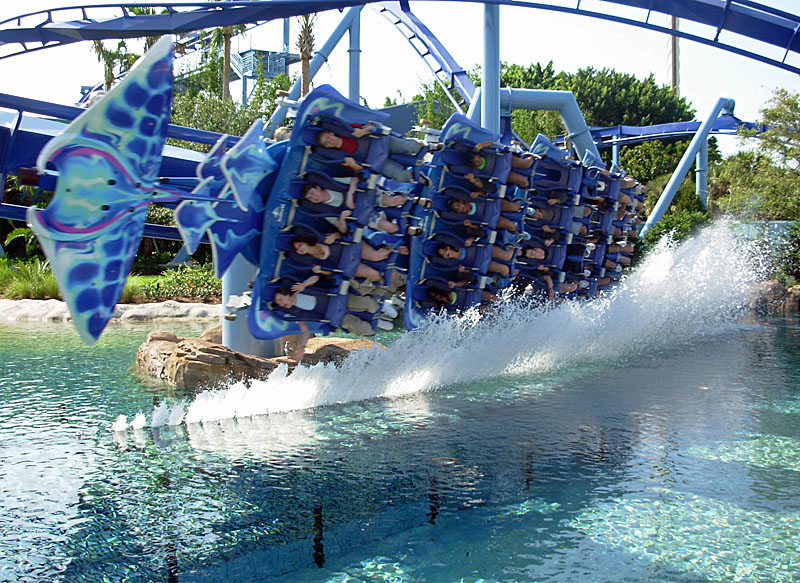
Американские горки Manta[англ.]
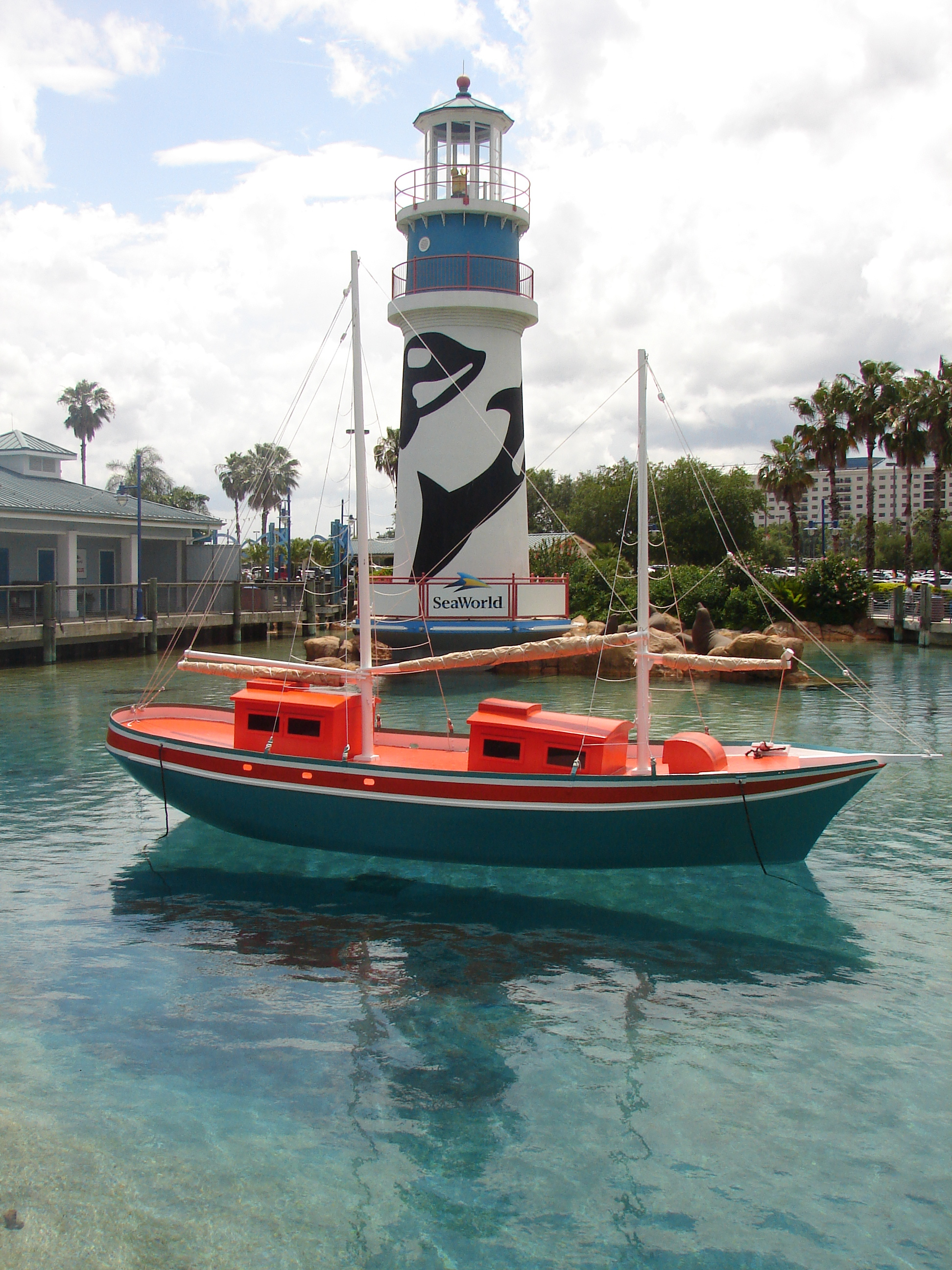
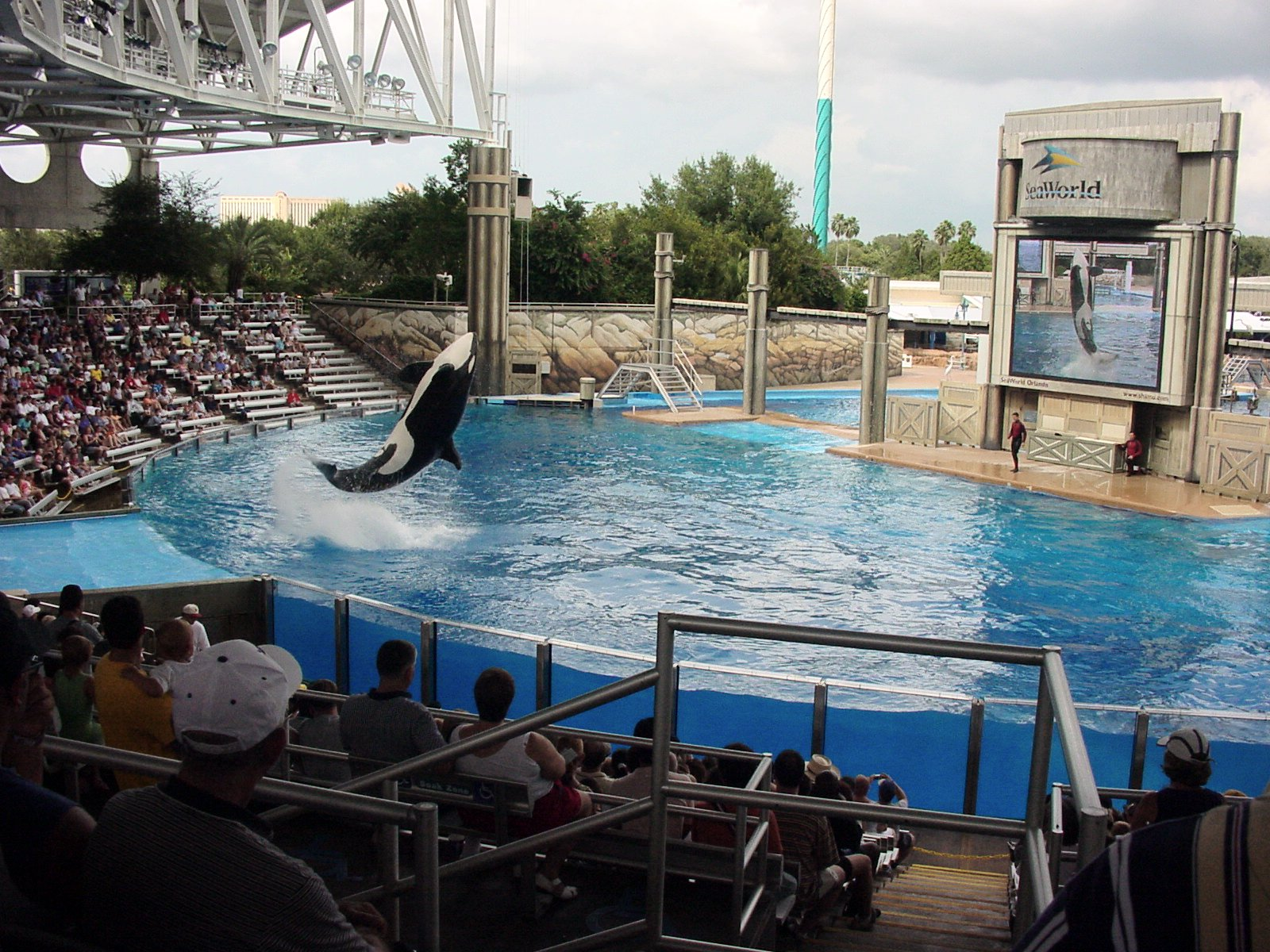
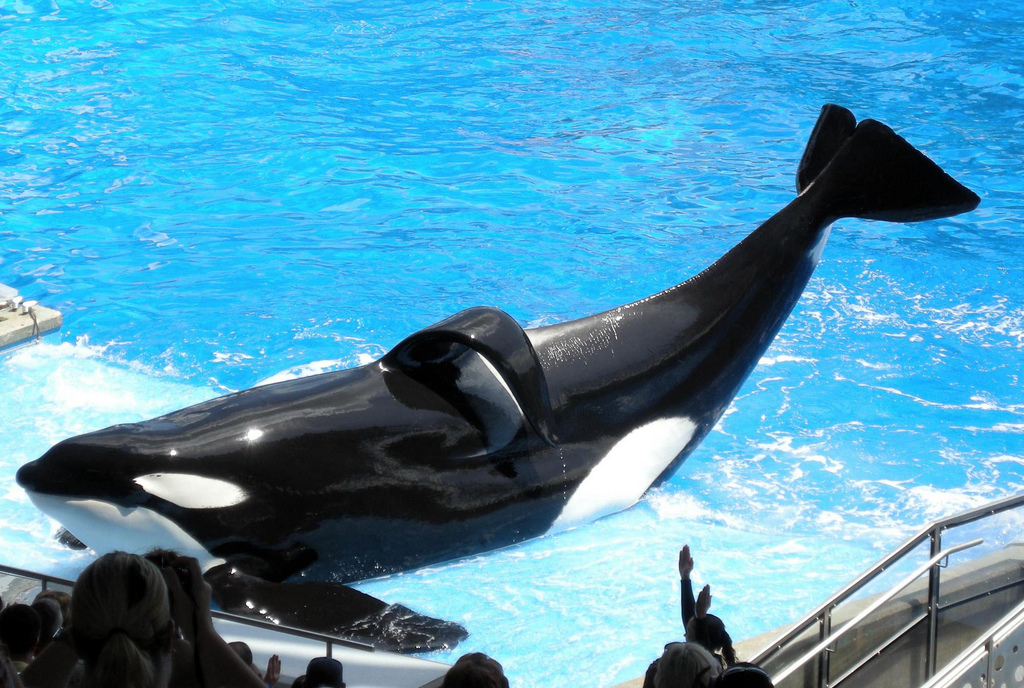
Косатка Тиликум, которая причастна к смерти трёх людей
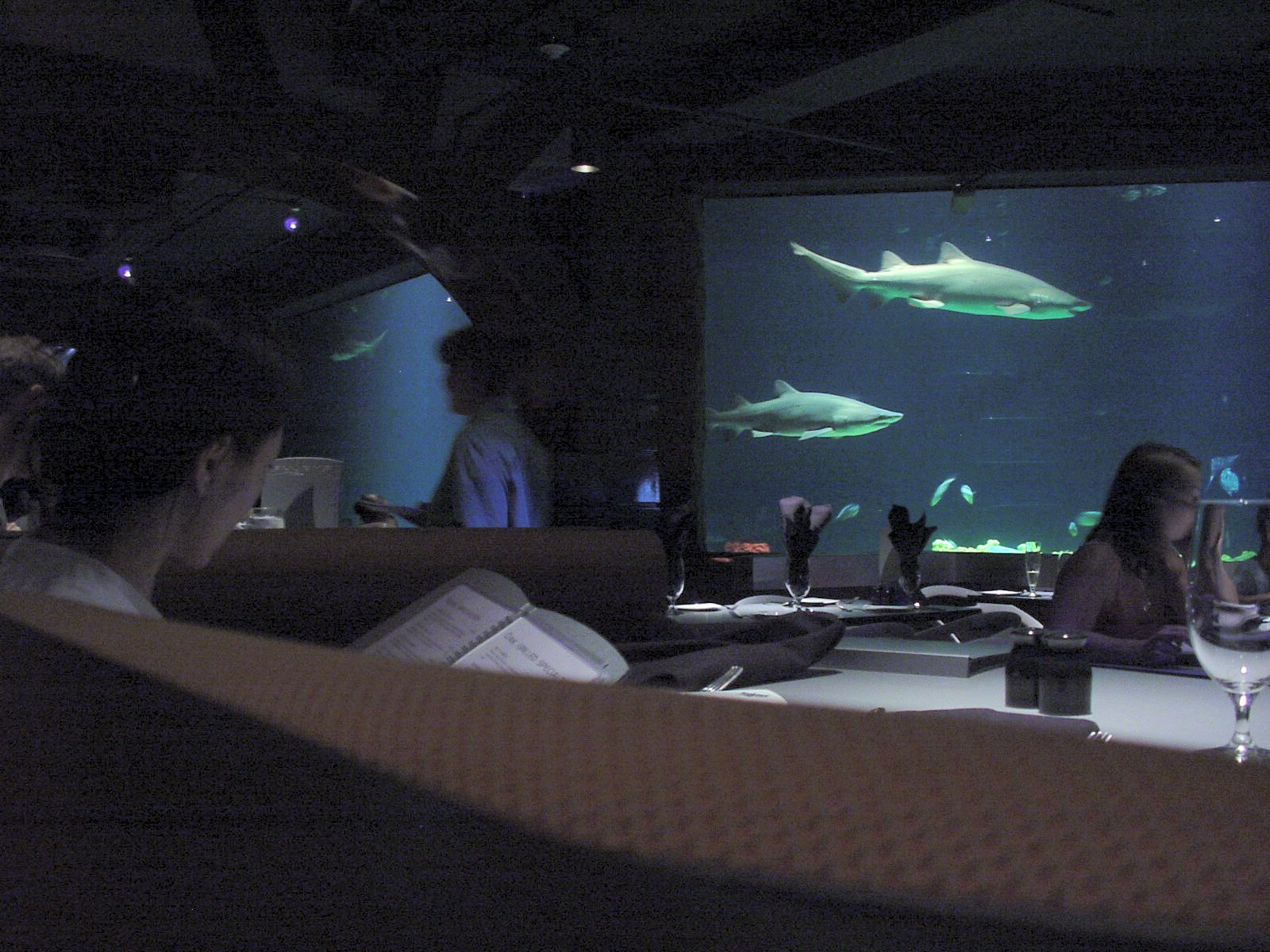
В парке можно совместить обед и наблюдение за акулами
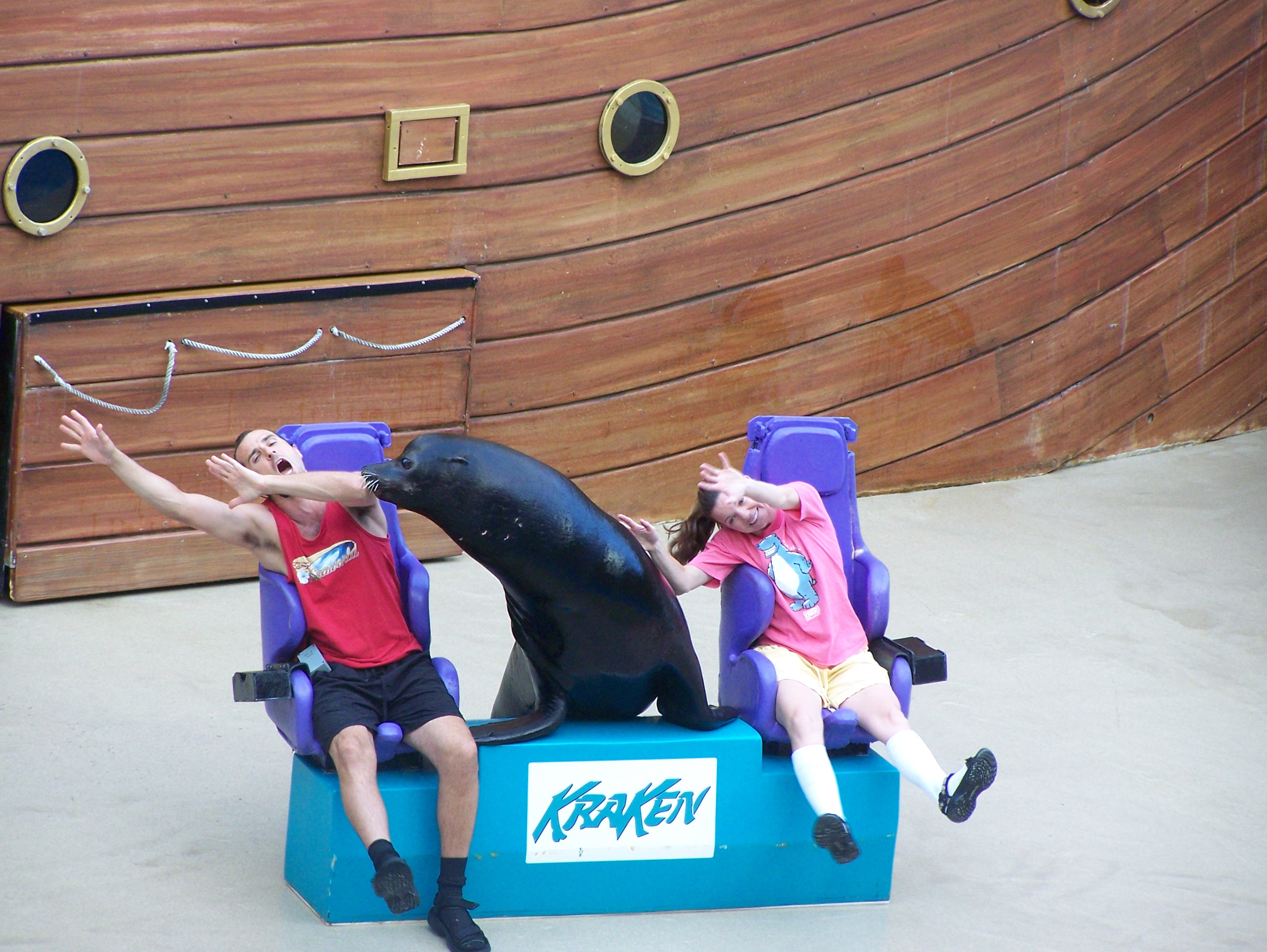